# Quinten De Graeve
Pour les articles homonymes, voir De Graeve.
Quinten De Graeve, né le 24 janvier 2000 à Knesselare, est un coureur cycliste belge. Il évolue au sein de l'équipe Novo Nordisk.

## Biographie
Quinten De Graeve est atteint d'un diabète de type 1, une maladie qui lui a été détecté à sept ans. Bien qu'il pratique le vélo depuis son plus jeune âge, il participe à ses premières compétitions cyclistes sur le tard, en 2020. Il est alors âgé de vingt ans,. 
Lors de la saison 2022, il se distingue sur des épreuves régionales belges en obtenant une victoire et quelques places d'honneur. Après ses performances, il intègre la réserve de Novo Nordisk, composée uniquement de coureurs atteints de sa maladie. Il est finalement promu dans l'équipe professionnelle dès juin 2023, pour pallier la retraite anticipée de Robbe Ceurens. 

## Palmarès
- 2022
  - Course de Sinay